# The Blue Flames
The Blue Flames was een Britse r&b-band uit de jaren 1960, die als Georgie Fame & the Blue Flames enkele hits hadden.

## Bezetting
- Georgie Fame (keyboard, zang)
- John McLaughlin / Colin Green (gitaar)
- Tony 'Tex' Makins / Boots Slade / Cliff Barton (bas)
- Red Reece / Phil Seaman / Micky Waller / Bill Eyden / Mitch Mitchell (drums)
- Speedy Acquaye (conga's)
- Mick Eve / Peter Coe / Johnny Marshall / Glenn Hughes (saxofoon)
- Eddie Thornton (trompet).

## Geschiedenis
Oorspronkelijk waren The Blue Flames de begeleidingsband van Billy Fury. In 1961 voegde Georgie Fame zich bij de band als pianist. Aan het eind van hetzelfde jaar ontsloeg Fury de complete band, waarna ze besloten om alleen verder te gaan. Spoedig waren ze een van de meest gevraagde livebands in Londen.
De eerste singles van de band kregen weinig aandacht, maar Yeh Yeh werd aan het begin van 1965 de nummer 1 in het Verenigd Koninkrijk. Het eerste album was een liveopname uit de Flamingo Club. Er volgden twee verdere albums en met Get Away (1966) hadden The Blue Flames een volgende nummer 1-hit.
In september 1966 werd de band ontbonden. In 1974 was er een korte, maar weinig succesvolle reünie.

## Discografie

### Studioalbums
- 1965: Fame At Last
- 1965: Yeh Yeh
- 1966: Get Away
- 1966: Sweet Things
- 1966: Sound Venture
- 1967: The Two Faces of Fame
- 1968: The Third Face of Fame
- 1969: Georgie Does His Thing With Strings
- 1970: Seventh Son
- 1971: Going Home
- 1971: Fame & Price / Price & Fame / Together
- 1972: All Me Own Work
- 1974: Georgie Fame
- 1979: Right Now
- 1979: That's What Friends Are For
- 1980: Closing the Gap
- 1981: In Hoagland 1981
- 1983: In Goodmansland
- 1986: Georgie, Lena, Lasse
- 1988: No Worries
- 1989: A Portrait of Chet
- 1991: Cool Cat Blues
- 1992: The Blues and Me
- 1992: City Life
- 1994: Three Line Whip
- 1995: How Long Has This Been Going On
- 1996: Tell Me Something: The Songs of Mose Allison
- 2000: Poet in New York
- 2001: Relationships
- 2003: Charlestons
- 2008: Jazz My Way
- 2009: Tone-Wheels 'A' Turnin'
- 2012: Lost in a Lover's Dream
- 2015: Swan Songs

### Livealbums
- 1964: Rhythm and Blues At The Flamingo
- 1970: Shorty Featuring Georgie Fame
- 1983: Live at Montreux Jazzfestival
- 1991: Georgie on my Mind
- 1992: Live in Japan
- 1993: Endangered Species
- 1997: Name Droppin': Live at Ronnie Scott's
- 1998: Walking Wounded: Live at Ronnie Scott's
- 1999: Ring Tenth Anniversary
- 2004: Georgie Fame & the Birthday Big Band
- 2008: Live at the Royal Garden Jazz Club
- 2014: Singer: The Musical
- 2014: Rhythm and Blues at the Ricky Tick
- 2015: A Declaration of Love

### Compilatiealbums
- 1967: Hall of Fame
- 1972: Fame Again!
- 1980: 20 Beat Classics
- 1989: The First Thirty Years
- 1993: Get Away with Georgie Fame
- 1995: Georgie Fame at His Best
- 1996: The Best of Georgie Fame 1967–1971
- 1997: The Very Best of Georgie Fame and the Blue Flames
- 1999: Master Series
- 2001: Funny How Time Slips Away: The Pye Anthology
- 2004: A Complete Hit Collection 1964–1971
- 2004: Superhits
- 2007: Somebody Stole My Thunder: Jazz-Soul Grooves 1967–1971
- 2010: Mod Classics: 1964–1966
- 2015: Yeh Yeh: The Georgie Fame Collection
- 2015: The Whole World’s Shaking: Complete Recordings 1963–1966
- 2016: Survival: A Career Anthology 1963–2015
- 2019: South Venture

### Ep's
- 1964: Rhythm and Blue-Beat
- 1964: Rhythm and Blues at the Flamingo
- 1965: Fame at Last
- 1965: Fats for Fame
- 1965: Move It On Over
- 1966: Getaway
- 1967: Georgie Fame
- 2015: Soul

## Singles
| Jaar | Titel | Hoogste posities in de hitlijsten | Hoogste posities in de hitlijsten | Hoogste posities in de hitlijsten | Hoogste posities in de hitlijsten | Hoogste posities in de hitlijsten | Hoogste posities in de hitlijsten | Hoogste posities in de hitlijsten | Hoogste posities in de hitlijsten | Hoogste posities in de hitlijsten | Hoogste posities in de hitlijsten | Hoogste posities in de hitlijsten | Album                                            | Label            |
| Jaar | Titel | VK                                | AUS                               | BE (FLA)                          | BE (WA)                           | CAN                               | GER                               | IRE                               | NL                                | NZ                                | SWE                               | VS                                | Album                                            | Label            |
| 1962 | Baby, Baby (Don't You Worry) (door Perry Ford & the Sapphires met the Blue Flames) / Prince of Fools                   | —                                 | —                                 | —                                 | —                                 | —                                 | —                                 | —                                 | —                                 | —                                 | —                                 | —                                 | Non-album single                                 | Decca            |
| 1964 | Do the Dog (met the Blue Flames) / Shop Around                                                                         | —                                 | —                                 | —                                 | —                                 | —                                 | —                                 | —                                 | —                                 | —                                 | —                                 | —                                 | Rhythm and Blues at the Flamingo                 | Columbia         |
| 1964 | Do-Re-Mi (met the Blue Flames) / Green Onions                                                                          | —                                 | —                                 | —                                 | —                                 | —                                 | —                                 | —                                 | —                                 | —                                 | —                                 | —                                 | Non-album single Fame at Last!                   | Columbia         |
| 1964 | Bend a Little / I'm in Love with You                                                                                   | —                                 | —                                 | —                                 | —                                 | —                                 | —                                 | —                                 | —                                 | —                                 | —                                 | —                                 | Non-album single                                 | Columbia         |
| 1964 | Yeh, Yeh (met the Blue Flames) / Preach and Teach                                                                      | 1                                 | 14                                | —                                 | 19                                | 1                                 | —                                 | 3                                 | —                                 | —                                 | 6                                 | 21                                | Non-album single                                 | Columbia         |
| 1965 | In the Meantime (met the Blue Flames) / Telegram                                                                       | 22                                | 66                                | —                                 | —                                 | 30                                | —                                 | —                                 | —                                 | —                                 | —                                 | 97                                | Non-album singles                                | Columbia         |
| 1965 | Like We Used to Be (met the Blue Flames) / It Ain't Right                                                              | 33                                | —                                 | —                                 | —                                 | —                                 | —                                 | —                                 | —                                 | —                                 | —                                 | —                                 | Non-album singles                                | Columbia         |
| 1965 | Something (met the Blue Flames) / Outrage                                                                              | 23                                | —                                 | —                                 | —                                 | —                                 | —                                 | —                                 | —                                 | —                                 | —                                 | —                                 | Non-album singles                                | Columbia         |
| 1966 | Get Away (met the Blue Flames) / El Bandido                                                                            | 1                                 | 40                                | —                                 | —                                 | 1                                 | 32                                | 6                                 | 20                                | 10                                | 7                                 | 70                                | Non-album single                                 | Columbia         |
| 1966 | Don't Worry (met the Blue Flames) / Talkin' in My Sleep                                                                | —                                 | —                                 | —                                 | —                                 | —                                 | —                                 | —                                 | —                                 | —                                 | —                                 | —                                 | Non-album singles                                | Columbia         |
| 1966 | Sunny / Don't Make Promises                                                                                            | 13                                | —                                 | —                                 | 8                                 | —                                 | —                                 | —                                 | 2                                 | —                                 | —                                 | —                                 | Non-album singles                                | Columbia         |
| 1966 | Sitting in the Park / Last Night                                                                                       | 12                                | 92                                | —                                 | —                                 | —                                 | —                                 | —                                 | —                                 | —                                 | —                                 | —                                 | Sweet Things                                     | Columbia         |
| 1967 | Because I Love You / Bidin' My Time ('Cos I Love You)                                                                  | 15                                | —                                 | —                                 | —                                 | —                                 | —                                 | —                                 | —                                 | —                                 | —                                 | —                                 | Non-album singles                                | CBS              |
| 1967 | Knock on Wood (Alleen voor continentaal Europa) / Road Runner                                                          | —                                 | —                                 | —                                 | —                                 | —                                 | —                                 | —                                 | —                                 | —                                 | —                                 | —                                 | Non-album singles                                | CBS              |
| 1967 | Try My World / No Thanks                                                                                               | 37                                | —                                 | —                                 | —                                 | —                                 | —                                 | —                                 | —                                 | —                                 | —                                 | —                                 | Non-album singles                                | CBS              |
| 1967 | The Ballad of Bonnie and Clyde / Beware of the Dog                                                                     | 1                                 | 4                                 | 4                                 | 7                                 | 1                                 | 9                                 | 4                                 | 5                                 | 2                                 | 6                                 | 7                                 | The Third Face of Fame Non-album track           | CBS              |
| 1968 | By the Time I Get to Phoenix / For Your Pleasure                                                                       | 51                                | —                                 | —                                 | —                                 | —                                 | —                                 | —                                 | —                                 | —                                 | —                                 | —                                 | Non-album singles                                | CBS              |
| 1968 | Hideaway (alleen in de VS en Canada) / Kentucky Child                                                                  | —                                 | —                                 | —                                 | —                                 | —                                 | —                                 | —                                 | —                                 | —                                 | —                                 | —                                 | Non-album singles                                | Epic             |
| 1968 | Bullets Laverne (alleen in Nederland en Duitsland) / St. James Infirmary                                               | —                                 | —                                 | —                                 | —                                 | —                                 | —                                 | —                                 | —                                 | —                                 | —                                 | —                                 | The Third Face of Fame                           | CBS              |
| 1968 | Someone to Watch Over Me (alleen in de VS en Canada) / For Your Pleasure                                               | —                                 | —                                 | —                                 | —                                 | —                                 | —                                 | —                                 | —                                 | —                                 | —                                 | —                                 | The Third Face of Fame Non-album track           | Epic             |
| 1969 | Down Along the Cove (alleen in de VS en Canada) / I'll Be Your Baby Tonight                                            | —                                 | —                                 | —                                 | —                                 | —                                 | —                                 | —                                 | —                                 | —                                 | —                                 | —                                 | Non-album singles                                | Epic             |
| 1969 | Peaceful / Hideaway | 16                                | —                                 | —                                 | —                                 | —                                 | —                                 | —                                 | —                                 | —                                 | —                                 | —                                 | Non-album singles                                | CBS              |
| 1969 | Seventh Son / Fully Booked                                                                                             | 25                                | —                                 | —                                 | —                                 | —                                 | —                                 | —                                 | —                                 | —                                 | —                                 | —                                 | Seventh Son                                      | CBS              |
| 1970 | Somebody Stole My Thunder / Entertaining Mr. Sloane                                                                    | —                                 | —                                 | —                                 | —                                 | —                                 | —                                 | —                                 | —                                 | —                                 | —                                 | —                                 | Seventh Son Non-album track                      | CBS              |
| 1970 | Fire and Rain / Someday Man                                                                                            | —                                 | —                                 | —                                 | —                                 | —                                 | —                                 | —                                 | —                                 | —                                 | —                                 | —                                 | Non-album single                                 | CBS              |
| 1971 | Rosetta (met Alan Price) / John and Mary                                                                               | 11                                | 91                                | 1                                 | 29                                | —                                 | 43                                | 16                                | 3                                 | —                                 | —                                 | —                                 | Fame & Price / Price & Fame / Together           | CBS              |
| 1971 | Follow Me (met Alan Price) / Sergeant Jobsworth                                                                        | —                                 | —                                 | —                                 | —                                 | —                                 | —                                 | —                                 | —                                 | —                                 | —                                 | —                                 | Non-album single                                 | CBS              |
| 1972 | Hey Baby, I'm Getting Ready / City Hicker                                                                              | —                                 | —                                 | —                                 | —                                 | —                                 | —                                 | —                                 | —                                 | —                                 | —                                 | —                                 | All Me Own Work                                  | Reprise          |
| 1973 | Don't Hit Me When I'm Down (met Alan Price) / Street Lights                                                            | —                                 | —                                 | —                                 | —                                 | —                                 | —                                 | —                                 | —                                 | —                                 | —                                 | —                                 | Non-album single                                 | Reprise          |
| 1974 | Everlovin' Woman / That Ol' Rock and Roll                                                                              | —                                 | —                                 | —                                 | —                                 | —                                 | —                                 | —                                 | —                                 | —                                 | —                                 | —                                 | Georgie Fame                                     | Island           |
| 1974 | Ali Shuffle / Round Two                                                                                                | 55                                | —                                 | —                                 | —                                 | —                                 | —                                 | —                                 | —                                 | —                                 | —                                 | —                                 | Non-album singles                                | Island           |
| 1976 | Yes Honestly / Lily | —                                 | —                                 | —                                 | —                                 | —                                 | —                                 | —                                 | —                                 | —                                 | —                                 | —                                 | Non-album singles                                | Island           |
| 1976 | Sweet Perfection / Thanking Heaven                                                                                     | —                                 | —                                 | —                                 | —                                 | —                                 | —                                 | —                                 | —                                 | —                                 | —                                 | —                                 | Non-album singles                                | Island           |
| 1977 | Daylight / Three Legged Mule (met the Blue Flames)                                                                     | —                                 | —                                 | —                                 | —                                 | —                                 | —                                 | —                                 | —                                 | —                                 | —                                 | —                                 | Non-album singles                                | Island           |
| 1979 | A Different Dream / Ollie's Party                                                                                      | —                                 | —                                 | —                                 | —                                 | —                                 | —                                 | —                                 | —                                 | —                                 | —                                 | —                                 | Right Now!                                       | Pye              |
| 1979 | Maybe Tomorrow / Cats Eyes                                                                                             | —                                 | —                                 | —                                 | —                                 | —                                 | —                                 | —                                 | —                                 | —                                 | —                                 | —                                 | That's What Friends Are For                      | Pye              |
| 1980 | Give a Little More / Give a Little More (dub versie)                                                                   | —                                 | —                                 | —                                 | —                                 | —                                 | —                                 | —                                 | —                                 | —                                 | —                                 | —                                 | Closing the Gap                                  | Piccadilly       |
| 1981 | Drip-Drop! (met Annie Ross) / One Morning in May (foxtrot) (door het Famous Flamingo Orchestra)                        | —                                 | —                                 | —                                 | —                                 | —                                 | —                                 | —                                 | —                                 | —                                 | —                                 | —                                 | In Hoagland 1981                                 | Bald Eagle       |
| 1982 | Hong Kong Blues (met Annie Ross) / The Old Music Master (met Annie Ross en het Famous Flamingo Orchestra)              | —                                 | —                                 | —                                 | —                                 | —                                 | —                                 | —                                 | —                                 | —                                 | —                                 | —                                 | In Hoagland 1981                                 | Bald Eagle       |
| 1982 | The Hurricane / The Hurricane (Part 2)                                                                                 | —                                 | —                                 | —                                 | —                                 | —                                 | —                                 | —                                 | —                                 | —                                 | —                                 | —                                 | Non-album single                                 | My               |
| 1983 | I Love Jamaica (alleen in Duitsland) / Everything I Own                                                                | —                                 | —                                 | —                                 | —                                 | —                                 | —                                 | —                                 | —                                 | —                                 | —                                 | —                                 | I Love Jamaica                                   | Telefunken       |
| 1984 | Swinging on a Star (met Patti Boulaye) / I Feel Like Loving You                                                        | —                                 | —                                 | —                                 | —                                 | —                                 | —                                 | —                                 | —                                 | —                                 | —                                 | —                                 | Non-album singles                                | Hollywood        |
| 1986 | New York Afternoon (door Mondo Kané met Dee Lewis, Coral Gordon en Georgie Fame) / Manhattan Morning (door Mondo Kané) | 70                                | —                                 | —                                 | —                                 | —                                 | —                                 | —                                 | —                                 | —                                 | —                                 | —                                 | Non-album singles                                | Lisson           |
| 1986 | Samba (Toda Menina Baiana) / Willow King                                                                               | 81                                | —                                 | —                                 | —                                 | —                                 | —                                 | —                                 | —                                 | —                                 | —                                 | —                                 | Non-album singles                                | Ensign           |
| 1990 | Go for It (Theme van Granada TV Series El C.I.D.) / I Still Care About Us                                              | —                                 | —                                 | —                                 | —                                 | —                                 | —                                 | —                                 | —                                 | —                                 | —                                 | —                                 | Non-album singles                                | Food for Thought |
| 1992 | Moondance (alleen in Duitsland) / Yeah Yeah / Georgia                                                                  | —                                 | —                                 | —                                 | —                                 | —                                 | —                                 | —                                 | —                                 | —                                 | —                                 | —                                 | Cool Cat Blues                                   | Go Jazz          |
| 1992 | Maybe It's Because of Love (met Dr. John; alleen in Duitsland) / How Long Has This Been Going On / Roll with My Baby   | —                                 | —                                 | —                                 | —                                 | —                                 | —                                 | —                                 | —                                 | —                                 | —                                 | —                                 | The Blues and Me                                 | Go Jazz          |
| 1996 | That's Life (door Van Morrison met Georgie Fame & Friends) / Moondance / That's Life                                   | 92                                | —                                 | —                                 | —                                 | —                                 | —                                 | —                                 | —                                 | —                                 | —                                 | —                                 | Non-album single How Long Has This Been Going On | Verve            |
| 2002 | Summertime in the Park (alleen in Nederland)                                                                           | —                                 | —                                 | —                                 | —                                 | —                                 | —                                 | —                                 | —                                 | —                                 | —                                 | —                                 | Non-album single                                 | Capitol          |
| — geeft publicaties aan die niet in de hitlijsten zijn opgenomen of niet in dat muziekgebied zijn uitgebracht. | |                                   |                                   |                                   |                                   |                                   |                                   |                                   |                                   |                                   |                                   |                                   |                                                  |                  |

### Maxisingles (ep's)
- 1964: Rhythm and Blue Beat – Madness / Tom Hark Goes Blue Beat / Humpty Dumpty / One Whole Year Baby
- 1964: Rhythm and Blues At The Flamingo – Night Train / Parchment Farm / Work Song / Baby Please Don't Go
- 1965: Fame At Last – Get On The Right Track Baby / Point Of No Return / I Love The Life I Live / Gimme That Wine
- 1965: Fats For Fame – No No / Blue Monday / So Long / Sick And Tired
- 1965: Move It On Over – Move It On Over / Walkin' The Dog / Hi-Heel Sneakers / Rockin' Pneumonia And The Boogie Woogie Flu
- 1966: Get Away – Get Away / See Saw / Ride Your Pony / Sitting In The Park